# 2010 FIFAワールドカップの放送
2010 FIFAワールドカップの放送（2010 フィファワールドカップのほうそう）は、2010年に行われた、FIFAワールドカップの放送・放映形態のことである。本項目では、2010年6月から7月にかけて南アフリカ共和国にて行われた「2010 FIFAワールドカップ」での、世界各国にて実況中継された状況について記載する。

## テレビ放送
この大会から放送権管理がより厳しくなった。それまでと異なり、中継映像についてはFIFAと、日本企業としては日本ビクターに代わってFIFAのオフィシャルスポンサーとなったソニーが独占的に制作を担当し、試合映像・音声の著作権はFIFAにある。FIFAはそれら各国の放映権を獲得した事業者などに配信する形となった。その結果日本では、NHKも中継パートの開始・終了時に、FIFA制作の大会アイキャッチを放送する必要がある。
なお、この放送では映画『スパイダーマン』の撮影にも使われた空中カメラ「スパイダーカム」がドイツから招聘され使用された。

### 放送権
太字はHDTV（ハイビジョン）画質での放送を実施した局、斜体は3Dテレビ放送を実施した局を指す。
| 国名（地域名） | 放送局 | 出典元               |
| --- | --- | -------------------- |
| アルバニア | 地上波: RTSH ケーブル・衛星（有料）: en:SuperSport Albania (DigitAlb) | [ 1 ]                |
| アンドラ | 地上波: TF1, フランス・テレビジョン | [ 1 ]                |
| アルゼンチン | 地上波: カナル7, テレフェ ケーブル（有料）: TyC Sports 衛星（有料）: ディレクTV | [ 2 ]                |
| アルメニア | 地上波: Public Television of Armenia (56試合) 地上波 （エレバン）: Ararat TV (8試合) | [ 3 ]                |
| オーストラリア | 地上波: SBS | [ 4 ]                |
| オーストリア | 地上波: ORF | [ 1 ] [ 5 ]          |
| アゼルバイジャン | 地上波: Lider TV | [ 1 ]                |
| バングラデシュ | 地上波: Bangladesh Television 衛星（有料）: ESPN Star Sports |                      |
| ベラルーシ | 地上波: BTRC | [ 1 ]                |
| ベルギー | オランダ語: 地上波: VRT | [ 6 ]                |
| ベルギー | フランス語: 地上波: RTBF | [ 7 ]                |
| ボリビア | 地上波: Unitel, Red Uno | [ 1 ]                |
| ボスニア・ヘルツェゴビナ | 地上波: BHRT | [ 1 ]                |
| ブラジル | 地上波: ヘジ・グローボ, バンデランテス ケーブル・衛星（有料）: SporTV, BandSports, ESPN Brasil | [ 8 ] [ 9 ]          |
| ブルガリア | 地上波: BNT | [ 1 ]                |
| カナダ | 英語: 地上波: CBC ケーブル・衛星（有料）: Bold (ベスト8生放送。深夜に再放送あり) | [ 10 ]               |
| カナダ | フランス語: 地上波: SRC | [ 1 ]                |
| カナダ | スペイン語・イタリア語: ケーブル・衛星（有料）: Telelatino | [ 1 ]                |
| チリ | 地上波: TVN (33試合) 衛星（有料）: ディレクTV (全試合) |                      |
| 中華人民共和国 | 地上波: 中国中央電視台 (全試合放送。56試合は CCTV-5で、4試合はCCTV-1、そして4試合はCCTV-7で生放送。また、 CCTV-HDは全試合ハイビジョンで、うち56試合は生放送。)                                              |                      |
| コロンビア | 地上波: Caracol, RCN (合計40試合放送) 衛星（有料）: ディレクTV (全試合放送) |                      |
| コスタリカ | 地上波: Teletica, Repretel | [ 1 ]                |
| クロアチア | 地上波: HRT | [ 1 ]                |
| キプロス | 地上波: キプロス放送協会 | [ 1 ]                |
| チェコ | 地上波: チェコ・テレビ |                      |
| デンマーク | 地上波: デンマーク放送協会 (10試合), TV 2 (32試合) ケーブル・衛星（有料）: Canal 9 (21試合) | [ 11 ] [ 12 ] [ 13 ] |
| エクアドル | 地上波: Gama, TC 衛星（有料）: ディレクTV |                      |
| エルサルバドル | 地上波: TCS | [ 1 ]                |
| エストニア | 地上波: ERR | [ 1 ]                |
| フィジー | 地上波: Mai TV |                      |
| フィンランド | 地上波: YLE | [ 1 ]                |
| フランス その他海外領土 | 地上波: TF1 (27試合), フランス・テレビジョン (37試合) ケーブル・衛星・IPTV（有料）: カナル+ (37 matches, 8 exclusive)                                                                                       | [ 1 ] [ 14 ]         |
| グルジア | 地上波: GPB (全試合放送) | [ 1 ]                |
| ドイツ | 地上波: ARD (28試合), ZDF (27試合), RTL (9試合) 衛星（有料）: Sky Deutschland (全試合放送) | [ 15 ] [ 16 ]        |
| ギリシャ | 地上波: ERT |                      |
| ホンジュラス | 地上波: TVC, Vica TV |                      |
| 香港 | 地上波: ATV (1 match - opening), TVB（準決勝・決勝のみ放送） ケーブル（衛星）: 有線電視(全試合放送) |                      |
| ハンガリー | 地上波: MTV | [ 1 ]                |
| アイスランド | 地上波: RÚV (46試合) ケーブル（有料）: Stöð 2 Sport (18試合) | [ 1 ]                |
| インド | 地上波: Doordarshan 衛星（有料）: ESPN STAR Sports |                      |
| インド亜大陸 国名 - バングラデシュ - ブータン - モルディブ - スリランカ | 地上波: 国ごとに異なる 衛星（有料）: ESPN STAR Sports |                      |
| インドネシア | 地上波: RCTI (46試合), Global TV (20試合) |                      |
| イラン | 地上波: IRIB |                      |
| アイルランド | 地上波: RTÉ | [ 17 ] [ 18 ]        |
| イスラエル | ヘブライ語: 地上波: Channel 1 (48試合), Channel 33 (2試合同時放送。合計で7試合放送), Channel 2 (9試合) ケーブル・衛星（有料）: Sport 5 (チャンネル2で、ハイビジョン版が9試合分放送された)                   | [ 1 ]                |
| イスラエル | アラビア語: 地上波: Channel 33 | [ 1 ]                |
| イタリア | 地上波: RAI (1日につき1試合放送) 衛星（有料）: SKY Italia(全試合放送) | [ 1 ] [ 19 ]         |
| 日本 | 地上波: NHK (22試合), 日本テレビ (5試合), フジテレビ (5試合), TBSテレビ (5試合), テレビ朝日 (4試合), テレビ東京 (3試合) 衛星（有料）: スカパー!(全試合放送)                                                 |                      |
| コソボ | 地上波: RTK | [ 1 ]                |
| ラトビア | 地上波: LTV | [ 1 ]                |
| リヒテンシュタイン | 地上波: SRG SSR idée suisse (SF) |                      |
| リトアニア | 地上波: LRT (46試合), LNK (18試合) |                      |
| ルクセンブルク | 地上波: RTL | [ 1 ]                |
| マカオ | 地上波: TDM |                      |
| マケドニア | 地上波: MRTV |                      |
| マレーシア | 地上波: RTM, 衛星（有料）: Astro(全試合放送) |                      |
| モルディブ | 地上波: Television Maldives, ケーブル（有料）: MediaNet(全試合放送) | [ 20 ]               |
| マリ | 地上波: ORTM(全試合放送) | [ 21 ]               |
| マルタ | 地上波: PBS (46試合) 衛星（有料）: Melita Sports(全試合放送) | [ 1 ]                |
| メキシコ | 地上波: TV Azteca, テレビサ ケーブル（有料）: TVC Deportes, Televisa Deportes Network 衛星（有料）: Sky Latin America                                                                                       |                      |
| 中東・北アフリカ国名 - アルジェリア - バーレーン - コモロ - ジブチ - エジプト - イラク - ヨルダン - クウェート - レバノン - オマーン - パレスチナ - リビア - モーリタニア - モロッコ - カタール - サウジアラビア - ソマリア - スーダン - シリア - チュニジア - アラブ首長国連邦 - イエメン | 衛星（有料）: Al Jazeera Sports | [ 1 ] [ 23 ]         |
| モルドバ | 地上波: TRM | [ 1 ]                |
| モナコ | 地上波: TF1, フランス・テレビジョン | [ 1 ]                |
| モンテネグロ | 地上波: RTCG | [ 1 ]                |
| オランダ | 地上波: NOS | [ 24 ]               |
| ネパール | 地上波: ネパール・テレビジョン 衛星（有料）: ESPN STAR Sports | [ 1 ]                |
| ニュージーランド | 地上波: TVNZ (22試合) 衛星（有料）: Sky(全試合放送) | [ 1 ] [ 25 ]         |
| ニカラグア | 地上波: Televicentro | [ 1 ]                |
| 北朝鮮 | 地上波: 朝鮮中央テレビ | [ 26 ] [ 27 ]        |
| ノルウェー | 地上波（有料）: TV 2 (32試合) 衛星（有料）: バイアサット (32試合; 放送権は NRKが保有) | [ 28 ] [ 29 ] [ 30 ] |
| パキスタン | 地上波: PTV ケーブル（有料）: TEN Sports (放送権はESPN Star Sportsが保有 ) |                      |
| パナマ | 地上波: RPC, TVMax (合計40試合) ケーブル（有料）: Cableonda Sports (24試合) |                      |
| パラグアイ | 地上波: SNT |                      |
| ペルー | 地上波: ATV 衛星（有料）: ディレクTV(全試合放送) | [ 1 ]                |
| フィリピン | 地上波: ABS-CBN, Studio 23 ケーブル（有料）: Balls |                      |
| ポーランド | 地上波: TVP | [ 31 ]               |
| ポルトガル | 地上波: RTP (28試合), SIC (18 matches) ケーブル・衛星・IPTV（有料）: SportTV (all matches; 18 are exclusive)                                                                                                | [ 32 ] [ 33 ]        |
| ルーマニア | 地上波: TVR | [ 1 ]                |
| ロシア | 地上波: チャンネル1 (26試合), VGTRK (38試合) |                      |
| サンマリノ | 地上波: RAI |                      |
| セネガル | 地上波: RTS(全試合放送) | [ 34 ]               |
| セルビア | 地上波: RTS | [ 1 ]                |
| シンガポール | 地上波: メディアコープ (4試合) ケーブル（有料）: StarHub TV(全試合放送) IPTV（有料）: mio TV(全試合放送) | [ 35 ]               |
| スロバキア | 地上波: STV | [ 1 ]                |
| スロベニア | 地上波: RTV Slovenija | [ 1 ]                |
| 南アフリカ | 地上波: SABC 衛星（有料）: Supersport |                      |
| 韓国 | 地上波: SBS ケーブル・衛星（有料）: SBS Sports Channel | [ 1 ] [ 26 ]         |
| スペイン | 地上波: テレシンコ (8試合), Cuatro (16試合) 衛星（有料）: Canal+ (全試合放送) | [ 36 ] [ 37 ]        |
| スリランカ | 地上波: SLRC - Channel Eye 衛星（有料）: ESPN Star Sports | [ 1 ]                |
| ブラックアフリカ 国名 - 括弧内は地上波放送局 - アンゴラ (TPA) - ベナン (ORTB) - ボツワナ (BRTS) - ブルキナファソ (TNB) - ブルンジ (RTNB) - カメルーン (CRTV) - カーボベルデ (RTVCV) - 中央アフリカ (RTC) - チャド (RTNT) - コンゴ共和国 (TNC) - コートジボワール (RTI) - コンゴ民主共和国 (RTNC) - 赤道ギニア (RDEG) - エリトリア (EBC) - エチオピア (ETS) - ガボン (RTG) - ガンビア (GRTS) - ガーナ (GTV) - ギニアビサウ (RTVGB) - ギニア (RTG) - ケニア (KBC) - レソト (LBC) - リベリア (LBS) - マダガスカル (RTNM) - マラウイ (MBC) - マリ (ORTM) - モーリシャス (MBC) - モザンビーク ( TDM, Soico) - ナミビア (NBC) - ニジェール (TS) - ナイジェリア (NTA) - ルワンダ (TVR) - セネガル (RTS) - セーシェル (SBC) - シエラレオネ (SLBS) - スワジランド (STVA) - タンザニア (TBC) - トーゴ (TVT) - ウガンダ (UBC) - ザンビア (ZNBC) - ザンジバル (TVZ) - ジンバブエ (ZBC) | 地上波: 左記参照 衛星（有料）: Supersport | [ 1 ] [ 38 ]         |
| スウェーデン | 地上波: SVT (32試合), TV4 (32試合) | [ 39 ]               |
| スイス | 地上波: スイス放送協会 | [ 1 ]                |
| シリア | 地上波: Syrian Television (22試合) |                      |
| 台湾 | ケーブル（有料）: 年代電視 IPTV（有料）: ELTA TV |                      |
| タイ王国 | 地上波: TV3, TV7, MCOT9, NBT11(全試合放送) 衛星（有料）: トゥルー・ビジョン |                      |
| トルコ | 地上波: TRT |                      |
| ウクライナ | 地上波: UT1, ICTV | [ 40 ]               |
| イギリス （ イングランド、 スコットランド、 北アイルランド、 ウェールズ） | 地上波: - BBC (31試合放送。決勝戦はITVとの共同放送。) - ITV ( （南部） ITV1, （北中部） STV, UTV)(32試合放送。決勝戦はBBCとの共同放送。) ケーブル・衛星（有料）: British Eurosport, ESPN UK(ハイライトのみ) |                      |
| アメリカ合衆国 その他海外領土 - アメリカ領サモア - グアム - 北マリアナ諸島 - プエルトリコ - アメリカ領ヴァージン諸島 | 英語: 地上波: ABC (10試合) ケーブル・衛星（有料）: ESPN (54 matches) |                      |
| アメリカ合衆国 その他海外領土 - アメリカ領サモア - グアム - 北マリアナ諸島 - プエルトリコ - アメリカ領ヴァージン諸島 | スペイン語: 地上波: ユニビジョン (56試合), テレフーツラ (8試合) ケーブル・衛星（有料）: Galavisión(ハイライトのみ)                                                                                          |                      |
| アメリカ合衆国 その他海外領土 - アメリカ領サモア - グアム - 北マリアナ諸島 - プエルトリコ - アメリカ領ヴァージン諸島 | ポルトガル語: ケーブル・衛星（有料）: ESPN (40試合) |                      |
| ウズベキスタン | 地上波: NTRC |                      |
| ベトナム | 地上波: VTV | [ 1 ] [ 41 ]         |
| バチカン | 地上波: RAI | [ 1 ]                |
| ベネズエラ | 地上波: Meridiano, ベネビジョン 衛星（有料）: ディレクTV (全試合放送) | [ 1 ]                |

## 各国の放送概要

### 南アフリカ
南アフリカ国内では南アフリカ放送協会（SABC）で独占放送される。

### 韓国・北朝鮮
大韓民国では前大会までKBS・MBC・SBSの3社共同による中継だったが、今大会はSBS単独での中継となった。SBSは2014年ブラジル大会も放映権を獲得している。
- なおこれに関連し、1966年の1966 FIFAワールドカップから、44年ぶりの出場を決めたサッカー北朝鮮代表 (Korea DPR)・朝鮮民主主義人民共和国の朝鮮中央テレビが録画放送を行ったが、これにSBSが「我々は朝鮮半島全土での放送権を獲得しており、無断放送だ」として反発。FIFAのゼップ・ブラッター会長は「アジア太平洋放送連合(ABU)との間で貧しい国に対する救済（ABUが当該国にダイジェスト映像を提供する）措置を実施することで合意しており、これに基づいて行われたもので無断放送ではない」との立場を示した。また、朝鮮中央テレビは6月21日のポルトガル対北朝鮮戦を実況生中継で放送した。

### アメリカ合衆国
今大会もESPNが中継を行い、週末の昼間のアメリカ代表戦はABCで生中継された。さらに開幕戦や決勝戦をESPN 3Dでも放送された。一方でスペイン語放送のユニビジョンにおいても放送され、アメリカ代表の初戦である対イングランド戦での平均視聴者数はESPN・ユニビジョンの合計で1,450万人を記録した。

### 日本

#### 地上波とBS衛星放送
- 地上波とBSデジタル放送はNHKと民放連で構成されるジャパンコンソーシアムが44試合を、CS放送はスカパーJSAT（スカパー!）が全64試合の放映権を獲得。地上波とBSデジタル放送は日本BS放送など一部を除いた加盟民放とNHKで費用を分担して放送する。民放ではワールドカップ関連番組で使われる提供クレジットの形式を統一している。
- このうち地上波では、6月11日午後4時（日本時間同日午後11時）に行われた開幕戦（南アフリカ対メキシコ戦）などをNHK総合で生中継した。6月28日午後4時（日本時間同日午後11時）の決勝トーナメント1回戦（オランダ対スロバキア戦）の前半と、7月2日午後4時（日本時間同日午後11時）の準々決勝（オランダ対ブラジル戦）の前半は第22回参議院議員通常選挙に伴う政見放送の為、また現地時間7月11日午後8時半（日本時間・翌日未明午前3時半）に行われる、2010 FIFAワールドカップ・決勝（オランダ対スペイン戦）は開票速報を総合テレビでそれぞれ放送する為に、NHK教育で振替生中継された。その為、『NHK高校講座ライブラリー』の一部番組（教育デジタルサブ3チャンネルで放送される番組を含む）は時間変更・休止する事が明らかになっている。また、この試合は日本時間早朝に行われたことなどを配慮し、7月12日深夜（13日未明）0時15分から3時（当初は2時15分までだったが延長）まで総合テレビで再放送された。
- 民放は、グループリーグと決勝トーナメント（準決勝1試合、準々決勝2試合）の計22試合を中継する[43]。独立UHF局にも1、2試合の中継が割り当てられた。
- BSでの放送は6月19日のオランダ対日本戦をNHK BS1で生放送する以外はすべて録画放送となった。WOWOWでの放送は無料放送である。

#### スカパー!での放送
- 全64試合の内、3位決定戦を含む20試合は、スカパー![44]「スカチャン」（全64試合ハイビジョン&5.1chサラウンドでの生放送とリピート放送。二ヶ国語放送で副音声は英語他、対戦相手の母語）だけの放送だが[45]、スカパーJSATは一般視聴者への開放はせず、これら20試合を加入促進策に利用し、スカパー!加入者以外は視聴出来なかった[46]。背景としては、ケーブルテレビやインターネットストリーミング放送などとの競争が激化していることが影響しているとみられている。
- なお、スカパー! HD 169chでは「Sony Presents『2010 FIFAワールドカップ 南アフリカ 3D』」をオランダ対日本戦と決勝戦は生放送で、残り23試合は録画の計25試合を『3D映像』にて放送した[47]。

#### 日本戦放送

##### グループリーグ
日本代表のグループリーグの試合は、以下のようにNHK1試合、民放2試合の配分で生中継された。スカパー!「スカチャン」では、下記3試合を生中継とリピート放送にて配信している。
|                | 対戦国     | キックオフ         | キックオフ      | 放送実施局 | 中継陣                         | 中継陣   | 視聴率 （関東地区）                                |
| 南アフリカ時間 | 対戦国     | 日本時間           | 解説            | 放送実施局 | 実況                           |          | 視聴率 （関東地区）                                |
| -------------- | ---------- | ------------------ | --------------- | --- | ------------------------------ | -------- | -------------------------------------------------- |
| 1              | カメルーン | 6月14日午後4時     | 同日午後11時    | NHK総合テレビジョン | 山本昌邦 福西崇史              | 野地俊二 | 第1部 44.7% 第2部 45.2% 瞬間最高 49.1%             |
| 2              | オランダ   | 6月19日午後1時30分 | 同日午後8時30分 | ANN系列単独24社、 山梨放送（NNN/NNS）、 北日本放送（NNN/NNS）、 福井放送（NNN/NNS・ANN）、 山陰放送（JNN）、 四国放送（NNN/NNS）、 高知放送（NNN/NNS）、 サガテレビ（FNN/FNS）、 テレビ宮崎（FNN/FNS・NNN・ANN） | セルジオ越後 松木安太郎 名波浩 | 進藤潤耶 | 全体 43.0% 瞬間最高 55.4%                          |
| 3              | デンマーク | 6月24日午後8時30分 | 翌日午前3時30分 | NNS系列単独29社、 サガテレビ（FNN/FNS）、 テレビ宮崎（FNN/FNS・NNN・ANN）、 沖縄テレビ放送（FNN/FNS） | 北澤豪 城彰二                  | 鈴木健   | 3:00 - 5:00 30.5% 5:00 - 5:40 40.9% 瞬間最高 46.2% |

##### 決勝トーナメント
スカパー!「スカチャン」でも、生放送とリピート放送にて日本戦を全試合放送している。
|                | 対戦国     | キックオフ     | キックオフ   | 放送実施局                                                                                                 | 中継陣   | 中継陣   | 視聴率 （関東地区）                                     |
| 南アフリカ時間 | 対戦国     | 日本時間       | 解説         | 放送実施局                                                                                                 | 実況     |          | 視聴率 （関東地区）                                     |
| -------------- | ---------- | -------------- | ------------ | --- | -------- | -------- | ------------------------------------------------------- |
| 1              | パラグアイ | 6月29日午後4時 | 同日午後11時 | JNN系列28社、 秋田放送（NNN/NNS）、 福井放送（NNN/NNS・ANN）、 四国放送（NNN/NNS）、 サガテレビ（FNN/FNS） | 金田喜稔 | 土井敏之 | 22:40 - 翌1:10 57.3% 翌1:10 - 2:00 53.5% 瞬間最高 64.9% |

#### 決勝戦
スカパー!「スカチャン」でも、生放送とリピート放送にて放送している。
|                | 対戦国              | キックオフ         | キックオフ      | 放送実施局          | 中継陣            | 中継陣   | 視聴率 （関東地区）                                               |
| 南アフリカ時間 | 対戦国              | 日本時間           | 解説            | 放送実施局          | 実況              |          | 視聴率 （関東地区）                                               |
| -------------- | ------------------- | ------------------ | --------------- | ------------------- | ----------------- | -------- | ----------------------------------------------------------------- |
| 1              | スペイン対 オランダ | 7月11日午後8時30分 | 翌日午前3時30分 | NHK教育テレビジョン | 山本昌邦 早野宏史 | 野地俊二 | 3:10 - 5:00 11.4% 瞬間最高 14.3% 5:00 - 6:35 15.4% 瞬間最高 18.5% |

#### テレビデジタル化との絡み
- アナログ放送（NTSC方式）は地上波・BSとも2011年（平成23年）7月24日に終了した（東日本大震災の被災地である、岩手県・宮城県・福島県は2012年3月31日に完全終了）ため、この大会が最後のFIFAワールドカップ中継となり、NHK・民放連の申し合わせで中継・関連ハイライト番組全てがレターボックス16:9サイズでの放送となった。
- また、これに合わせNHKの衛星放送は、2011年度からBS 1・BS 2が標準画質放送からハイビジョン放送へ移行し、BS hiが廃止されるため、BS hiでの生中継は行われなかった。NHK（BS 1除く）と民放地上波は、デジタル放送に於いて連動データ放送を実施。

## ラジオ放送

### 放送権
| 国名                                                                      | 放送局 | 出典元 |
| ------------------------------------------------------------------------- | --- | ------ |
| アルバニア                                                                | RTSH |        |
| アルゼンチン                                                              | Radio Nacional Radio La Red                                                                                                   | [ 57 ] |
| オーストラリア                                                            | SBS |        |
| ボスニア・ヘルツェゴビナ                                                  | BHRT | [ 58 ] |
| ブラジル                                                                  | Rádio Bandeirantes |        |
| クロアチア                                                                | HRT |        |
| デンマーク                                                                | DR |        |
| フランス                                                                  | フランス語:Radio Monte Carlo                                                                                                  |        |
| フランス                                                                  | ポルトガル語:Radio Alfa |        |
| ドイツ                                                                    | ARD （20試合） | [ 59 ] |
| インド                                                                    | All India Radio （アルゼンチン、イングランド、ドイツ、ブラジルの試合）                                                        | [ 60 ] |
| アイルランド                                                              | RTÉ |        |
| イスラエル                                                                | Kol Yisrael （48試合） |        |
| イタリア                                                                  | RAI, RTL 102.5 |        |
| メキシコ                                                                  | Televisa Radio |        |
| パナマ                                                                    | RPC |        |
| ポルトガル                                                                | RTP |        |
| スロベニア                                                                | Radio Slovenia |        |
| スペイン                                                                  | Cadena SER |        |
| スウェーデン                                                              | SR |        |
| イギリス （ イングランド、 スコットランド、 北アイルランド、 ウェールズ） | BBC、 talkSPORT |        |
| アメリカ合衆国                                                            | 英語:ESPN | [ 61 ] |
| アメリカ合衆国                                                            | スペイン語:Fútbol de Primera                                                                                                  |        |
| 日本                                                                      | NHKラジオ第1放送、ジャパンコンソーシアム加盟局（一次リーグ日本戦:75局、決勝トーナメント日本戦:40局 民放ラジオ局一斉同時放送） |        |